# Heinz Gleinig

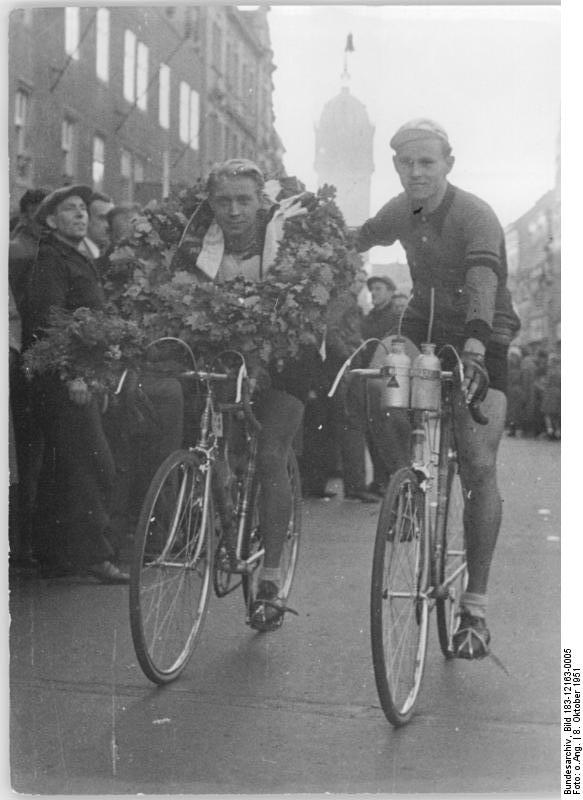
Heinz Gleinig (l.), 1951

Heinz Gleinig (* 23. Oktober 1921; † 1979 oder 1980) war ein deutscher Radrennfahrer und -trainer.
Heinz Gleinig nahm für die DDR 1952 an der Internationalen Friedensfahrt teil. Der Illustrierte Radsport schrieb zu seiner Nominierung: Heinz Gleinigs Nominierung ist in Anbetracht der letzten Resultate bei den Frühjahrsrennen durchaus gerechtfertigt. Auf der dritten und längsten Etappe mit 223 Kilometern erreichte er mit Platz sechs seine beste Tageswertung. Damit belegte er zwischenzeitlich den vierten Platz in der Gesamteinzelwertung. Auf der siebenten Etappe litt Gleinig unter einer Magenverstimmung und fiel in der Gesamtwertung zurück. Am Ende der Rundfahrt belegte er den 44. Platz in der Gesamteinzelwertung. Mit seinen Mannschaftskameraden Rudi Kirchhoff, Paul Dinter, Gustav-Adolf Schur, Bernhard Trefflich und Horst Gaede trug er während der Rundfahrt vier Tage lang das Blaue Trikot der besten Mannschaft. Auf der dritten Etappe hatten sie es sich von Belgien erkämpft und auf der siebenten Etappen an die späteren Sieger aus Großbritannien wieder verloren.
Bei den Eintagesrennen 1952 erreichte Gleinig den sechsten Platz beim Saisonauftakt Berlin–Angermünde–Berlin und einen vierten Platz bei Berlin–Leipzig. Des Weiteren wurde er in dem Jahr Sechster bei Berlin–Finsterwalde–Berlin und zweiter bei Rund um die Landeskrone.
Bei der DDR-Rundfahrt 1952 startete Gleinig für die erste Mannschaft der SV Einheit. Er gewann die 3. Etappe von Schwerin nach Magdeburg über 224 Kilometer. Zusammen mit seinen Mannschaftskameraden Werner Gallinge, Rudi Pietsch, Heinz Sippli und Bernhard Trefflich gewann Gleinig die Gesamtmannschaftswertung (Rosa Trikot) der Rundfahrt. Sie hatten es auf der vierten Etappe erkämpft und bis zum Schluss der Rundfahrt verteidigt.
Nach seiner aktiven Laufbahn war Gleinig viele Jahre Trainer beim SC Dynamo Berlin und half, deren Radsportabteilung aufzubauen. Im Anschluss war er als Funktionär tätig.
Heinz Gleinig starb im Alter von 58 Jahren.